# Miguel Ángel López (ciclista)
Miguel Ángel López Moreno (Pesca, 4 febbraio 1994) è un ciclista su strada colombiano squalificato per doping fino al 24 luglio 2027.
Scalatore, nel 2014 si è aggiudicato il Tour de l'Avenir, la più importante corsa a tappe per Under-23. Professionista dal 2015, vanta due podi nei grandi Giri, conquistati entrambi nel 2018, anno in cui arrivò terzo sia al Giro d'Italia che alla Vuelta a España. Ha vinto una tappa al Tour de France e tre alla Vuelta a España, oltre a due classifiche giovani consecutive al Giro d'Italia (nel 2018 e 2019).
È soprannominato Superman.

## Carriera

### 2015-2016: i primi anni da professionista
Miguel Ángel López Moreno mostra per la prima volta il suo talento nei professionisti alla Vuelta a Burgos del 2015, corsa dove vince la cronometro a squadre con il suo team, l'Astana, una tappa con arrivo in salita e la classifica giovani. Nello stesso anno viene convocato in Nazionale per la prova in linea dei campionati del mondo di Richmond.
Nel 2016 si mette subito in evidenza al Tour de San Luis vincendo l'ultimo arrivo in salita davanti a Nairo Quintana e la classifica giovani. Al Tour de Langkawi vince la tappa regina e ottiene la maglia di leader, che però perderà per una foratura nel finale della sesta tappa che lo relegherà al terzo posto finale. Vince poi il Giro di Svizzera, corsa considerata la quarta corsa a tappe al mondo per importanza: in questa gara, dopo essere salito al secondo posto assoluto al termine della penultima tappa, strappa la maglia di leader al francese Warren Barguil nella cronometro finale di Davos.
In estate corre la gara olimpica a Rio de Janeiro, e si prepara specificamente per la Vuelta a España, il suo debutto in un grande Giro. Anche qui però è colpito dalla sfortuna: prima, nella cronosquadre di apertura, affronta un problema meccanico alla bici e poi, nel finale della terza tappa, cade rompendosi tre denti e procurandosi varie ferite. Nonostante i problemi fisici e una classifica generale ormai compromessa, continua la corsa dovendo però abbandonare nel corso della sesta tappa. Riprende a gareggiare in autunno, prendendo parte ad alcune corse italiane e riuscendo a vincere la prestigiosa Milano-Torino: nell'occasione allunga sul gruppo principale insieme a una decina di altri corridori, che stacca poi sulla salita finale della Basilica di Superga. A novembre cade in allenamento, fratturandosi una tibia; l'infortunio lo costringe a lunghi tempi di recupero che lo tengono fuori per metà dell'anno seguente.

### 2017-2022: l'affermazione alla Vuelta e al Giro
Rientra in gara nel giugno del 2017 al Grosser Preis des Kantons Aargau e poi partecipa al Giro di Svizzera: nel corso della quinta tappa (nei pressi di Crevoladossola) è però vittima di una caduta che gli causa la frattura di un pollice e lo costringe al ritiro. Ripresosi dall'infortunio, in luglio partecipa all'Österreich-Rundfahrt dove ottiene il suo primo successo stagionale, vincendo la quarta tappa con arrivo in salita a Kitzbüheler Horn. Partecipa poi alla Vuelta a Burgos mostrando una condizione in crescita che lo porta a vincere la quinta ed ultima tappa, staccando in salita David de la Cruz e il leader della generale Mikel Landa.
Successivamente prende parte alla Vuelta a España con il ruolo di vice-capitano dietro a Fabio Aru. Dopo una prima metà di gara in cui non riesce a reggere il ritmo dei migliori, vince sull'arrivo in salita della undicesima tappa, all'Osservatorio di Calar Alto, staccando a circa 1,5 km dal traguardo Chris Froome, Vincenzo Nibali e Wilco Kelderman. Si impone anche nella quindicesima tappa, sempre con arrivo in quota, a Sierra Nevada/Alto Hoya de la Mora: nell'occasione attacca con Alberto Contador a 26 km dal traguardo, lo stacca, raggiunge e supera tutti i fuggitivi di giornata per poi trionfare in solitaria.
Inizia il 2018 in grande forma: al Tour of Oman si impone nella tappa regina, con arrivo in salita a Jabal Al Akhdhar, concludendo la corsa al secondo posto della generale e vincendo la maglia di miglior giovane. Al successivo Abu Dhabi Tour arriva secondo alle spalle di Alejandro Valverde sull'arrivo in salita del Jebel Hafeet e conclude la corsa al terzo posto della classifica, risultando ancora il miglior giovane. In vista del Giro d'Italia partecipa al Tour of the Alps imponendosi in salita all'Alpe di Pampeago, al termine della seconda tappa, davanti a Thibaut Pinot e Iván Sosa.

## Palmarès
- 2014 (Lotería de Boyacá-Indeportes Boyacá)

4ª tappa Vuelta a Colombia Under-23 (Villa de Leyva > Alto de Crucero)
Classifica generale Vuelta a Colombia Under-23
1ª tappa Clásica de Samacá (Samacá > Samacá)
2ª tappa Clásica de Samacá (Samacá > Samacá)
Classifica generale Clásica de Samacá
1ª tappa Clásica de Fusagasugá (Fusagasugá > Alto de San Miguel)
6ª tappa Tour de l'Avenir (Saint-Gervais-les-Bains > La Rosière)
Classifica generale Tour de l'Avenir
1ª tappa Clásica Aguazul (Aguazul > Aguazul)
2ª tappa Clásica Aguazul (Aguazul > Aguazul)
Classifica generale Clásica Aguazul
- 2015 (Astana Pro Team, una vittoria)

4ª tappa Vuelta a Burgos (Belorado > Pineda de la Sierra)
- 2016 (Astana Pro Team, quattro vittorie)

6ª tappa Tour de San Luis (La Toma > Merlo)
4ª tappa Tour de Langkawi (Ipoh > Cameron Highlands)
Classifica generale Giro di Svizzera
Milano-Torino
- 2017 (Astana Pro Team, quattro vittorie)

4ª tappa Österreich-Rundfahrt (Salisburgo > Kitzbüheler Horn)
5ª tappa Vuelta a Burgos (Comunero de Revenga > Lagunas de Neila)
11ª tappa Vuelta a España (Lorca > Osservatorio di Calar Alto)
15ª tappa Vuelta a España (Alcalá la Real > Sierra Nevada/Alto Hoya de la Mora)
- 2018 (Astana Pro Team, tre vittorie)

5ª tappa Tour of Oman (Samail > Jabal Al Akhdhar)
2ª tappa Tour of the Alps (Lavarone > Alpe di Pampeago/Fiemme)
3ª tappa Vuelta a Burgos (Sedano > Picón Blanco)
- 2019 (Astana Pro Team, tre vittorie)

Classifica generale Tour Colombia
4ª tappa Volta Ciclista a Catalunya (Llanars > La Molina)
Classifica generale Volta Ciclista a Catalunya
- 2020 (Astana Pro Team, due vittorie)

4ª tappa Volta ao Algarve (Albufeira > Alto do Malhão)
17ª tappa Tour de France (Grenoble > Méribel/Col de la Loze)
- 2021 (Movistar Team, quattro vittorie)

3ª tappa Vuelta a Andalucía (Beas de Segura > Villarrodrigo)
Classifica generale Vuelta a Andalucía
Mont Ventoux Dénivelé Challenges
18ª tappa Vuelta a España (Salas > Altu d'El Gamoniteiru)
- 2022 (Astana Qazaqstan Team, una vittoria)

4ª tappa Tour of the Alps (Villabassa > Kals am Großglockner)
- 2023 (Team Medellín-EPM)

5ª tappa Vuelta a San Juan (Chimbas > Alto del Colorado)
Classifica generale Vuelta a San Juan
Campionati colombiani, Prova a cronometro
4ª tappa Vuelta Bantrab (Patulul > San Lucas Tolimán)
5ª tappa Vuelta Bantrab (San Juan La Laguna > Patzún)
1ª tappa Tour of the Gila (Silver City > Mogollon)
3ª tappa Vuelta a Catamarca Internacional (Alijilán > El Portezuelo)
Classifica generale Vuelta a Catamarca Internacional
3ª tappa Joe Martin Stage Race (Devil's Den State Park > Devil's Den State Park, cronometro)
Prologo Vuelta a Colombia (Yopal > Yopal, cronometro)
1ª tappa Vuelta a Colombia (Yopal > Yopal)
3ª tappa Vuelta a Colombia (Ibagué > Ibagué)
4ª tappa Vuelta a Colombia (Ibagué > Alto de La Línea)
5ª tappa Vuelta a Colombia (Dosquebradas > Belalcázar)
6ª tappa Vuelta a Colombia (La Virginia > Apía)
7ª tappa Vuelta a Colombia (Pereira > Manizales)
8ª tappa Vuelta a Colombia (La Pintada > Cañasgordas)
9ª tappa Vuelta a Colombia (La Ceja > La Ceja, cronometro)
Classifica generale Vuelta a Colombia
Giochi centramericani e caraibici, Prova a cronometro

### Altri successi
- 2014 (Lotería de Boyacá-Indeportes Boyacá)

Classifica scalatori Tour de l'Avenir
- 2015 (Astana Pro Team)

2ª tappa Vuelta a Burgos (Burgos > Burgos, cronosquadre)
Classifica giovani Vuelta a Burgos
- 2016 (Astana Pro Team)

Classifica giovani Tour de San Luis
- 2017 (Astana Pro Team)

Classifica giovani Vuelta a España
- 2018 (Astana Pro Team)

Classifica giovani Tour of Oman
Classifica giovani Abu Dhabi Tour
Classifica giovani Giro d'Italia
Classifica a punti Vuelta a Burgos
- 2019 (Astana Pro Team)

Classifica giovani Tour Colombia
Classifica giovani Volta Ciclista a Catalunya
Classifica giovani Giro d'Italia
1ª tappa Vuelta a España (Salinas de Torrevieja > Torrevieja, cronosquadre)
Premio della Combattività Vuelta a España
- 2022 (Astana Qazaqstan Team)

Classifica scalatori Vuelta a Burgos
- 2023 (Team Medellín-EPM)

Clásica Ciudad de Villeta
1ª tappa Clásica de Rionegro (Barrio El Porvenir > Barrio El Porvenir, cronosquadre)
3ª tappa Vuelta al Tolima (Ibagué > Fresno)
4ª tappa Vuelta al Tolima (Lérida > Santa Isabel)
Classifica generale Vuelta al Tolima
Classifica a punti Vuelta al Tolima
Classifica scalatori Vuelta al Tolima
Classifica scalatori Vuelta Bantrab
Classifica scalatori Vuelta a Catamarca Internacional
Classifica a punti Vuelta a Colombia
Classifica scalatori Vuelta a Colombia
1ª tappa Tour de Panamá (Calzada de Amador > Calzada de Amador, cronosquadre)
3ª tappa Tour de Panamá (Quesos Mili > Altos del María)

## Piazzamenti

### Grandi Giri
- Giro d'Italia

2018: 3º
2019: 7º
2020: ritirato (1ª tappa)
2022: ritirato (4ª tappa)
- Tour de France

2020: 6º
2021: non partito (19ª tappa)
- Vuelta a España

2016: ritirato (6ª tappa)
2017: 8º
2018: 3º
2019: 5º
2021: ritirato (20ª tappa)
2022: 4º

### Classiche monumento
- Giro di Lombardia

2015: ritirato
2016: ritirato
2022: 65º

### Competizioni mondiali
- Campionati del mondo

Ponferrada 2014 - Cronometro Under-23: 36º
Ponferrada 2014 - In linea Under-23: 26º
Richmond 2015 - In linea Elite: ritirato
Innsbruck 2018 - In linea Elite: ritirato
Imola 2020 - In linea Elite: 41º
- Giochi olimpici

Rio de Janeiro 2016 - In linea: ritirato
- Campionati del mondo gravel

Veneto 2022 - Elite: 28º
- UCI World Tour/UCI World Ranking

UCI World Tour 2015: 102º
UCI World Ranking 2015: 260º
UCI World Tour 2016: 45º
UCI World Ranking 2016: 49º
UCI World Tour 2017: 78º
UCI World Ranking 2017: 80º
UCI World Tour 2018: 13º
UCI World Ranking 2018: 14º
UCI World Ranking 2019: 29º
UCI World Ranking 2020: 41º
UCI World Ranking 2021: 91º
UCI World Ranking 2022: 61º
UCI World Ranking 2023: 154º